# Keresztes Sándor (színművész)
Keresztes Sándor (Kolozsvár, 1956. január 10. –) Aase-díjas magyar színművész.

## Életpálya
A Marosvásárhelyi Szentgyörgyi István Színművészeti Intézetben végzett 1980-ban. Két évig volt tagja a Marosvásárhelyi Nemzeti Színháznak, majd szülővárosában, a Kolozsvári Állami Magyar Színházhoz szerződött le. 1989-ben átköltözött Magyarországra. Itt egy-egy évadot játszott Nyíregyházán a Móricz Zsigmond Színházban és Budapesten a József Attila Színházban. 
1992 és 1996 között a Nemzeti Színház tagja, 1996 és 1998 között pedig ismét a nyíregyházi Móricz Zsigmond Színház tagja volt. 
1998-tól tíz éven át a Thália Színházban játszott. 2008 óta a Kolozsvári Állami Magyar Színház tagja. 2017-től a Miskolci Nemzet Színház tagja. 
Játszott kisebb szerepeket filmekben és televíziós sorozatokban. Szinkronizálást is vállalni szokott.

## Színpadi szerepei
| Év, hónap, nap       | Színház                              | Cím                                                             | Szerep                         |
| -------------------- | ------------------------------------ | --------------------------------------------------------------- | ------------------------------ |
| 1983.                | Kolozsvári Állami Magyar Színház     | Vörösmarty Mihály: Csongor és Tünde                             | Balga                          |
| 1986.                | Kolozsvári Állami Magyar Színház     | Shakespeare: Hamlet                                             | Claudius                       |
| 1987.                | Kolozsvári Állami Magyar Színház     | Sütő András: Vidám sirató egy bolyongó porszemért               | Prédikás                       |
|                      | Zsámbéki Színházi és Művészeti Bázis | Janusz Głowacki: Antigoné New Yorkban                           | Szása                          |
|                      | Veszprémi Petőfi Színház             | Hamlet. Intolerable (Hamlet. Tűrhetetlen – A Shakespeare remix) | Horatio                        |
| 1999. november 6.    | Móricz Zsigmond Színház              | Molière: Tartuffe                                               | Orgon                          |
| 2001. április 21.    | Új Színház                           | Gorkij: Éjjeli menedékhely                                      | Bubnov                         |
| 2002. január 18.     | Jászai Mari Színház                  | Janusz Glowacki: Antigoné New Yorkban                           | Szása                          |
| 2002. március 21.    | Új Színház                           | Bulgakov: Álszentek összeesküvése                               | De Laissac márki, hamiskártyás |
| 2002. október 11.    | Új Színház                           | Osztrovszkij: Jövedelmező állás                                 |                                |
| 2003. május 23.      | Színház- és Filmművészeti Egyetem    | Bertolt Brecht: Puntila úr, meg a sofőrje, Matti                | Johannes Puntila, földbirtokos |
| 2003. május 23.      | Thália Színház                       | Samuel Beckett: Játék                                           |                                |
| 2003. október 10.    | Új Színház                           | August Strindberg: Csak bűnök és bűnök...                       | Abbé                           |
| 2004. január 17.     | Új Színház                           | Max Frisch: Biedermann és a gyújtogatók                         | A filozófia doktora            |
| 2004. szeptember 25. | Új Színház                           | Shakespeare: Szentivánéji álom                                  | Égeus                          |
| 2004. november 27.   | Új Színház                           | Csehov: Három nővér                                             | Ivan Romanics Csebutikin       |
| 2005. szeptember 23. | Új Színház                           | Péterfy Gergely: A vadászgörény                                 | Jani, kocsmáros                |
| 2006. március 27.    | Új Színház                           | Vadorzók                                                        | André Beaumont                 |
| 2006. december 16.   | Új Színház                           | Peter Weiss: Marat/Sade                                         | Coulmier                       |
| 2007. március 10.    | Új Színház                           | Molière: A fösvény                                              | Fléche                         |
| 2007. november 9.    | Új Színház                           | Parti Nagy Lajos: Tisztújítás                                   | Virágos Mihály, köznemes       |
| 2008.                | Kolozsvári Állami Magyar Színház     | Shakespeare: III. Richárd                                       | Buckingham herceg              |
| 2009.                | Kolozsvári Állami Magyar Színház     | Sarah Ruhl: Tiszta ház                                          | Charles                        |

### Miskolci szerepei
- Élektra: Oresztész nevelője (2022)

- Tartuffe: Tartuffe titkára (2021)

- Hermelin: Rittich Ferenc (2021)

- Bolha a fülbe: Finache doktor (2021)

- Déjá Vu (2021)

- Ördögök: Gaganov (2020)

- SzentivánéjiÁ!: KÓRÁSZ RÓBERT, szabó közjátékban Holdfény (2020)

- Bál a Savoyban: Pomerol, a Savoy főpincére (2020)

- Szerelmes Shakespeare: Sir Robert de Lesseps (2019)

- Feketeszárú cseresznye: Kispál (2019)

- Ádám almái: Dr. Kolberg (2019)

- Agave: Nagyapa – Az utolsó Sárkányőrző, egykori kohásztechnikus (2019)

- Cyrano: Valvert Vicomte Harmadik poéta, Bertrandou (2019)

- Hóhérok: Arthur (2018)

- Jóembert keresünk: Su Fu borbély (2018)

- A mi osztályunk: Abram (2017)

- Csongor és Tünde: Tudós (2017)

- Kaukázusi krétakör: (2017)

## Filmjei
| Év   | Cím                      |
| ---- | ------------------------ |
| 2003 | Apám beájulna            |
| 2002 | Sobri                    |
| 2000 | Kisváros (tévésorozat)   |
| 1998 | A rózsa vére             |
| 1994 | Öregberény (tévésorozat) |
| 1991 | Szomszédok (tévésorozat) |

## Szinkronszerepei
- Hús és vér
- A báránysültek hallgatnak (Bubba Smith)
- Toy Story – Játékháború (Joe Ranft)
- Álom Afrikáról
- Kapj el, ha tudsz
- Szilaj, a vad völgy paripája
- Daredevil – A fenegyerek
- A Karib-tenger kalózai: A Fekete Gyöngy átka (Lee Arenberg)
- Terminátor 3. – A gépek lázadása (M.C. Gainey)
- Túl mindenen
- Hosszú jegyesség (Jean Pierre Becker)
- Az utolsó gyémántrablás
- Rumlis vakáció
- Táncoló talpak

## Díjai
- Aase-díj (2023)[2]